# 冯营子镇
冯营子镇，是中华人民共和国河北省承德市双桥区下辖的一个镇。

## 行政区划
冯营子镇下辖以下地区：
兰苑社区、冯营子村、郭营子村、崔梨沟村、砖瓦窑村、三道湾村、水泉沟村、下栅子村、上栅子村、土洞子村和石门子村。